# Alexei Bueno
Pour les articles homonymes, voir Bueno.
Œuvres principales
La Voie Étroite
Alexei Bueno, né à Rio de Janeiro le 26 avril 1963, est un poète, traducteur, éditeur et critique brésilien,,,.
Il a été, entre 1999 et 2002, le directeur général de l'institut du patrimoine cultural de Rio de Janeiro. Il est membre du PEN Club du Brésil.

## Œuvre
En France, il a publié :
- La poésie romantique brésilienne, Paris, Éditions UNESCO, 2002
- Rio de Janeiro en couleurs et en relief: À Travers Les Photos Du Voyage En Amerique Du Sud D'Albert Kahn, Paris, Éditions Illustria, 2022, avec Delphine Allannic, Laurent Vidal et Mélanie Moreau

Œuvre en portugais : 
- As escadas da torre (Les escaliers de la tour), 1984
- Poemas gregos (Poèmes grecs), 1985
- Livro de haicais (Livre de haïkaïs), 1989
- A decomposição de J. S. Bach (La décomposition de J. S. Bach), 1989
- Lucernário (Lucernaire), 1993
- Grandes poemas do Romantismo brasileiro (Grands poèmes du Romantisme brésilien), 1994
- A via estreita (La voie étroite), 1995 - Prix Alphonsus de Guimaraens, de la Bibliothèque Nationale, et Prix de L’Association Pauliste de Critiques d’Art
- A juventude dos deuses (La jeunesse des dieux), 1996
- Entusiasmo (Enthousiasme), 1997
- Poemas reunidos (Poèmes réunis), 1998 - Prix Fernando Pessoa
- Em sonho (En rêve), 1999
- Antologia da poesia portuguesa contemporânea, um panorama, (Anthologie de la poésie portugaise contemporaine, un panorama), avec Alberto da Costa e Silva, 1999
- Os resistentes (Les résistants), 2001
- Gamboa (2002), pour la collection Cantos do Rio (Lieux de Rio)
- O patrimônio construído (Le patrimoine bâti), 2002, avec Augusto Carlos da Silva Teles et Lauro Cavalcanti – Prix Jabuti
- Glauber Rocha, mais fortes são os poderes do povo! (Glauber Rocha, ils sont plus forts, les pouvoirs du peuple!), 2003
- Poesia reunida (Poésie réunie), 2003 - Prix Jabuti, Prix de l’Académie Brésilienne
- O Brasil do século XIX na Coleção Fadel (Le Brésil du XIXe siècle dans la Collection Fadel), 2004
- Antologia pornográfica (Anthologie pornographique), 2004
- A árvore seca (L’arbre sec), 2006, aussi avec une édition portugaise
- O Nordeste e a epopeia nacional (Le Nordest et l’épopée nationale), 2006 – conférence dans l’Aula Magna de l’Université du Rio Grande do Norte)
- Uma história da poesia brasileira (Une histoire de la poésie brésilienne) 2007
- As desaparições (Les disparitions), 2009
- Sergio Telles, caminhos da cor (Sergio Telles, les chemins de la couleur), 2009
- João Tarcísio Bueno, o herói de Abetaia (João Tarcísio Bueno, le héros d’Abetaia), 2010
- Lixo extraordinário (Déchets extraordinaires), avec Vik Muniz, 2010
- O universo de Francisco Brennand (L’univers de Francisco Brennand), 2011
- Machado, Euclides & outros monstros (Machado, Euclides & d’autres monstres), 2012
- Cinco séculos de poesia: poemas traduzidos (Cinq siècles de poésie: poèmes traduits), 2013)
- São Luís, 400 anos, Patrimônio da Humanidade (Saint Louis du Maragnon, 400 ans, Patrimoine de l’Humanité), 2013
- Poesia completa (Poésie complète), 2013
- Palácios da Borracha, arquitetura da Belle Époque amazônica (Palais du caoutchouc, architecture de la Belle Époque amazonienne), 2014
- Os monumentos do Rio de Janeiro, inventário 2015 (Les monuments de Rio, inventaire 2015), 2015
- Alcoofilia, 5 000 anos de declarações de amor à bebida (Alcoophilie, 5 000 ans de déclarations d’amour au boisson), 2015
- Rio Belle Époque, álbum de imagens (Rio Belle Époque, album d’images), 2015
- Anamnese (Anamnese), 2016
- Desaparições (Disparitions), anthologie portugaise
- Les résistants, traduction intégrale du poème par Didier Lamaison, in Courage! Dix variations sur le courage et un chant de résistance. (2020)
- Decálogo indigno para os mortos de 2020 (poèmes sur la pandémie de coronavirus), 2020
- O Sono dos Humildes (poèmes), 2021 - Prix Candango de Littérature et Prix Alphonsus de Guimaraens de la Bibliothèque National (2022)
- A escravidão na poesia brasileira: Do século XVII ao XXI (anthologie de poèmes sur l'esclavage - 2022)
- A noite assediada (poèmes en prose - 2022)
- Rio de Janeiro en couleurs et en relief: À Travers Les Photos Du Voyage En Amerique Du Sud D'Albert Kahn, Paris, Éditions Illustria, 2022, avec Delphine Allannic, Laurent Vidal e Mélanie Moreau
- Poesia completa e traduzida (Poésie complète et traduite), 2023
- Bibliografia crítica da Lapa (Bibliographie critique de la Lapa), 2023
- Cândido Torres Guimarães: Um combatente brasileiro na Primeira Grande Guerra (Cândido Torres Guimarães : Un combattant brésilien dans la Première Grande Guerre), 2023
- Camões: Em nós, por nós (Camões : En nous, pour nous, poésie commémorant le 500e anniversaire de la naissance du poète épique portugais Luís de Camões, 2024.
- Naquele Remoto Agora (Dans ce Lointain Présent, poèmes), 2024.

Comme éditeur, il a publié  plusieurs ouvrages individuels ou des œuvres choisies ou complètes de grands classiques de la Langue Portugaise, comme Luís de Camões, Fernando Pessoa, Mário de Sá-Carneiro, Almada Negreiros, Gonçalves Dias, Álvares de Azevedo, Machado de Assis, Cruz e Sousa, Olavo Bilac, Alphonsus de Guimaraens, Augusto dos Anjos et Vinicius de Moraes.